# Agostinho de Jesus, arcebispo de Braga
brasão
Vista da sepultura.
Agostinho de Jesus, alias Agostinho de Castro, O.S.A. (Lisboa, 16 de Outubro de 1537 - Braga, 25 de novembro de 1609 (72 anos)) foi Arcebispo Primaz de Braga de 1588, a 1609.
Frei Agostinho era filho de D. Fernando de Castro, e de D. Maria Alaya nasceu em 1537 recebendo o nome de Pedro de Castro.
Após breve passagem pela Universidade de Coimbra, decide seguir a vida religiosa ingressando na Ordem de Santo Agostinho professando em Lisboa em 1555. Em 1571 foi eleito provincial da ordem em Portugal. Após o seu triénio de provincialato, foi enviado por Gregório XIII à Alemanha como visitador apostólico, para reformar os conventos da ordem, durante a onda reformista desencadeada por Lutero, ele próprio um eremita de Santo Agostinho.
Em 1588 foi nomeado Arcebispo de Braga, cargo que exerceu até à sua morte em 1609. Encontra-se sepultado na Igreja do Pópulo, em Braga. Pelas suas obras e expansões da cidade é dito que «[…] D. Diogo de Souza pudera fazer de Braga cidade, mas D. Frei Agostinho fez della Corte.»